# Synema fischeri
Synema fischeri là một loài nhện trong họ Thomisidae.
Loài này thuộc chi Synema. Synema fischeri được Maria Dahl miêu tả năm 1907.